# Lluç argentí
El lluç argentí (Merluccius hubbsi) és una espècie de peix pertanyent a la família dels merlúccids.

## Descripció
- El mascle pot arribar a fer 95 cm de llargària màxima (normalment, en fa 50) i la femella 60.
- Cos argentat amb una brillantor daurada al dors i el ventre de color blanc platejat.
- 1 espina i 43-52 radis tous a l'aleta dorsal i 36-41 radis tous a l'anal.
- 50-53 vèrtebres.
- Aletes pectorals relativament curtes, les quals no arriben al nivell de l'origen de l'aleta anal.
- Branquiespines curtes, gruixudes i amb les puntes romes.[3][4]

## Alimentació
Els individus més grossos es nodreixen de peixos (com ara, seitons, lluços, mictòfids, Nototheniidae i Micromesistius australis), calamars i macrozooplàncton (eufausiacis i amfípodes), mentre que els exemplars més petits mengen amfípodes i Mysida.

## Depredadors
És depredat per esquatínids i al Brasil per Lophius gastrophysus, Polyprion americanus, Cynoscion guatucupa, Zenopsis conchifera i Illex argentinus; a l'Argentina per Dipturus chilensis i Lagenorhynchus obscurus; i a les illes Malvines per Salilota australis.

## Hàbitat
És un peix marí, bentopelàgic, oceanòdrom i de clima temperat (4 °C-7 °C; 20°S-56°S, 69°W-40°W) que viu entre 50 i 800 m de fondària (normalment, entre 100 i 200) a la plataforma continental. Migra a la costa durant la primavera i l'estiu i realitza migracions verticals diàries.

## Distribució geogràfica
Es troba a l'Atlàntic sud-occidental: des del sud del Brasil fins a l'Argentina, les illes Malvines i la latitud 54°S.

## Observacions
És inofensiu per als humans i venut fresc i congelat.